# Lúcio Valério Potito (mestre da cavalaria em 331 a.C.)
Lúcio Valério Potito (em latim: Lucius Valerius Potitus) foi um político da gente Valéria da República Romana, escolhido como mestre da cavalaria em 331 a.C. pelo ditador romano Cneu Quíncio Capitolino. Era filho de Caio Valério Potito e irmão de Caio Valério Potito Flaco.

## Mestre da cavalaria (331 a.C.)
Em 331 a.C., muitos dos cidadãos mais influentes da cidade morreram em uma doença que apresentava sempre os mesmos sintomas. As mortes foram atribuídas a uma conspiração de mulheres: cento e setenta matronas foram condenadas por envenenamento depois que muitas delas se suicidaram. Todas foram condenadas por causa do testemunho de uma escrava. O evento foi considerado o resultado de mentes enlouquecidas e, segundo Lívio:
| “ | E assim, como os anais haviam reportado no passado, por ocasião secessão da plebe, o ditador havia pregado um prego e as mentes dos homens insanos pela discórdia se tornaram sãos graças ao ritual de expiação, decidiu-se nomear um ditador para pregar o prego. A escolha recaiu sobre Cneu Quíncio, que nomeou Lúcio Valério como seu mestre da cavalaria. Depois de haver pregado o prego, os dois magistrados renunciaram ao cargo. | ” |
|   | — Lívio, Ab Urbe condita VIII, 18. |   |

Este prego é conhecido como clavus annalis e era pregado nas calendas do Templo de Júpiter Capitolino. Esta forma de ditadura, com poderes extremamente limitados, era chamada de "clavi figendi causa" ("para pregar o prego"). 